# Gesellschaft mit beschränkter Haftung
Gesellschaft mit beschränkter Haftung (zkratka GmbH) je německá obdoba české společnosti s ručením omezeným (s. r. o.). Jde o typ právnické osoby používaný v Německu (od roku 1892), Rakousku (od roku 1906, zkratky kromě GmbH také GesmbH, Ges.m.b.H.), Švýcarsku (německy mluvící části), Lichtenštejnsku a dalších evropských zemích.
Ve francouzsky mluvící části Švýcarska je používána obdoba, Société à responsabilité limitée (zkráceně Sàrl), a v italsky mluvící pak alternativa Società a Garanzia Limitata (zkráceně Sagl).
Název GmbH zdůrazňuje, že vlastníci (Gesellschafter) subjektu nejsou osobně odpovědní za dluhy společnosti. GmbH jsou podle německého, švýcarského a rakouského práva považovány za právnické osoby. Mezi další varianty zápisu patří mbH (používá se v případě, kdy je pojem Gesellschaft již součástí samotného názvu společnosti) a gGmbH (gemeinnützige GmbH) pro neziskové organizace. Další hojně rozšířenou právní formou v německy mluvících zemích je AG (Aktiengesellschaft), akciová společnost.